# Phlegmariurus tenuis
Phlegmariurus tenuis är en lummerväxtart som först beskrevs av Alexander von Humboldt, Aimé Bonpland och Carl Ludwig von Willdenow, och fick sitt nu gällande namn av B. Øllg. Phlegmariurus tenuis ingår i släktet Phlegmariurus och familjen lummerväxter. Inga underarter finns listade i Catalogue of Life.